# Partita (Holliger)
Heinz Holliger voltooide zijn Partita in 1999.
Holliger bewonderde in die dagen steeds meer Robert Schumann en diens werken voor piano en met name Kreisleriana. Dit werk inspireerde Holliger tot het schrijven van zijn partita, een vorm die al bekend was tijdens de barokmuziek, Johann Sebastian Bach componeerde er een paar. Holligers partita staat dichter bij een suite en bevat geen muziek dat op de barok- of klassieke periode is terug te voeren. Desondanks is de omschrijving van een aantal delen wel weer direct terug te voeren, zoals de fuga en barcarole.
De deeltjes zijn:
1. Praeludium “Innere Stimme”
2. Fuga
3. Barcarole
4. Sphynxen für Sch. (intermezzo I)
5. Petit Csárdás obstiné
6. Sphynxen für Sch. (intermezzo II)
7. Ciacona monoritmica

Partita van Holliger staat te boek als een vrij moeilijk bespeelbaar werk. Dat is niet te horen in de twee Sphynxen, opnieuw een verwijzing naar Schumann, ditmaal diens Carnaval opus 9. In de delen 8 en 9 daarvan moet de pianist wel de voorgeschreven toetsen raken, maar muziek mag er niet klinken. Holliger varieerde daarop door de solist de snaren direct met de vingers aan te slaan, de muziek is nauwelijks hoorbaar in vergelijking tot de andere delen (zeker het laatste deel). De fuga is terug te voeren op Schumann’s hommage aan Bach, diens muzikale handtekening BACH is er in terug te vinden. De barcarole bevat een voorwoord uit het gedicht Mnemosyne van Friedrich Hölderlin, van wie de componist eveneens liefhebber is. Het modernst klinkt de Ciacona met klassieke elementen, die maar geen vloeiend geheel willen worden.
András Schiff gaf de eerste uitvoering van dit werk op 12 september 2001 in de Berlijnse Philhamornie in Berlijn. Holliger schreef later een Partita II voor soloharp.

## Discografie
- Uitgave ECM Records: Alexander Lonquich – piano in een opname uit 2008